# 莫妮卡·韦伯
莫妮卡·韦伯（德語：Monika Weber，1966年2月7日—），罗马尼亚、德国女子击剑运动员。她曾代表罗马尼亚、德国参加1984年、1992年、1996年和2000年夏季奥林匹克运动会击剑比赛，获得二枚银牌和二枚铜牌。